# Subles
Subles ist eine Gemeinde mit 675 Einwohnern (Stand: 1. Januar 2022) in der Normandie in Frankreich. Sie gehört zum Département Calvados, zum Arrondissement Bayeux und zum Kanton Bayeux. Die Einwohner werden Sublais genannt.

## Geographie
Subles liegt etwa sechs Kilometer südwestlich von Bayeux am Drôme. Umgeben wird Subles von den Nachbargemeinden Ranchy im Norden und Nordwesten, Saint-Loup-Hors im Norden und Nordosten, Guéron im Nordosten, Arganchy im Osten, Saint-Paul-du-Vernay im Süden, Noron-la-Poterie im Südwesten sowie Agy im Westen.

## Bevölkerungsentwicklung
| Jahr                      | 1962 | 1968 | 1975 | 1982 | 1990 | 1999 | 2006 | 2013 |
| ------------------------- | ---- | ---- | ---- | ---- | ---- | ---- | ---- | ---- |
| Einwohner                 | 230  | 220  | 315  | 349  | 574  | 571  | 551  | 668  |
| Quelle: Cassini und INSEE |      |      |      |      |      |      |      |      |

## Sehenswürdigkeiten
- Kirche Saint-Martin aus dem 16. Jahrhundert
- Herrenhaus von Pézerolles aus dem 17. Jahrhundert
- Mühle von Hard aus dem 18. Jahrhundert

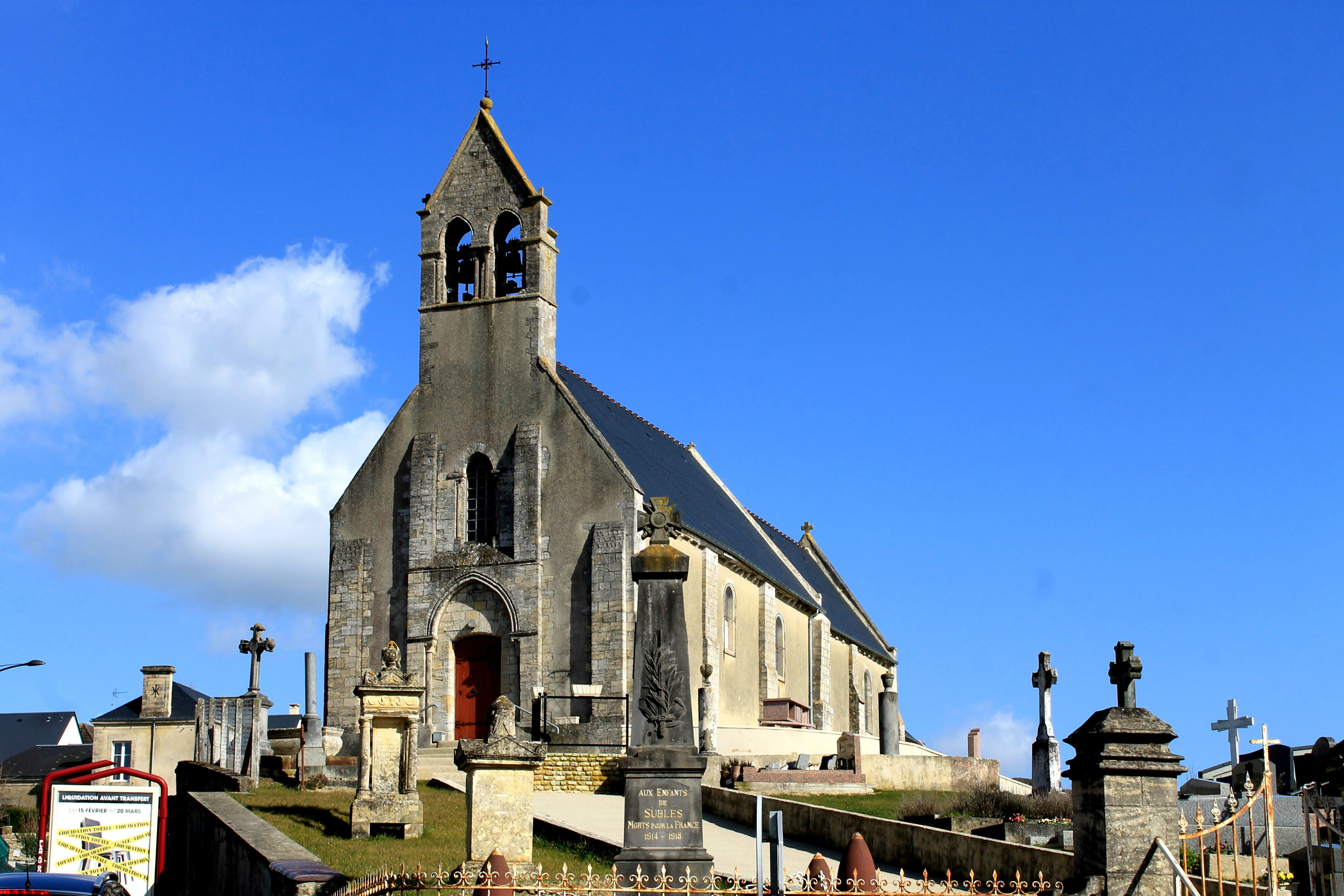
Kirche Saint-Martin
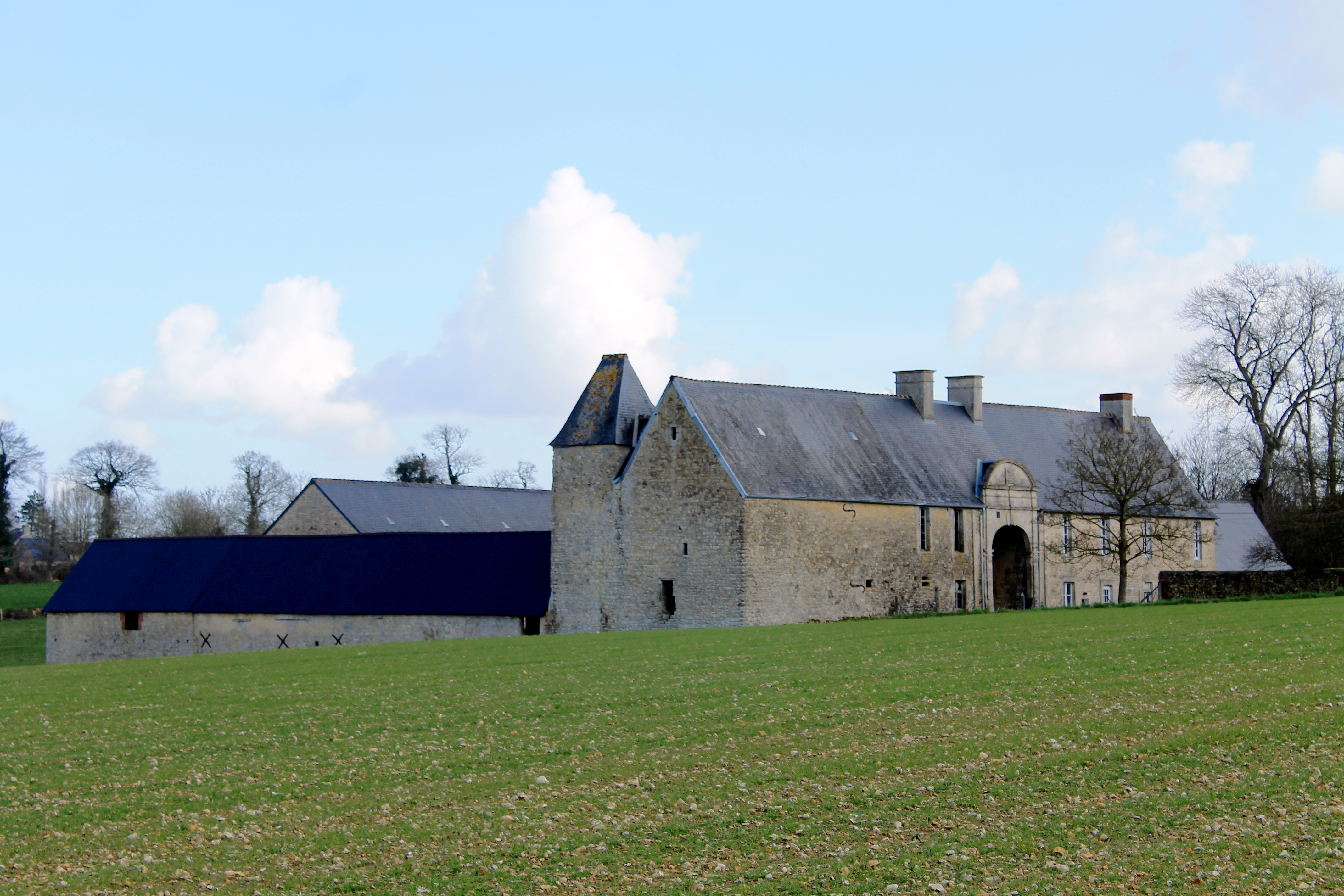
Herrenhaus von Pézerolles
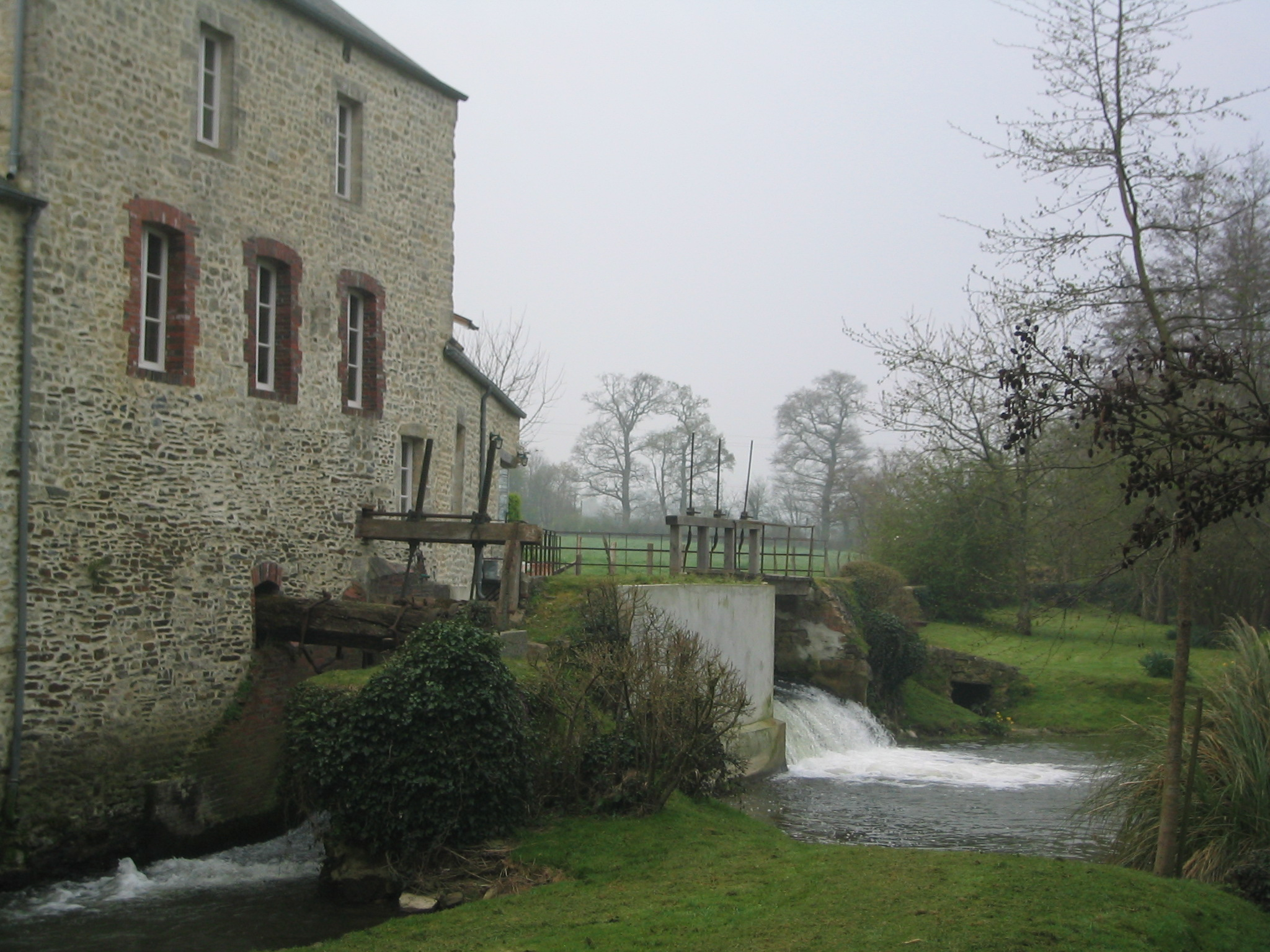
Mühle von Hard